# Альвес, Хорхе Габриэль
Хорхе Габриэль Альвес (исп. Jorge Gabriel Alvez Fernández; род. 26 декабря 1974, Монтевидео) — уругвайский футболист, нападающий. Выступал за ряд уругвайских, мексиканских, колумбийских клубов, выступал также в Аргентине («Индепендьенте») и Греции («Олимпиакос»), а также в национальной сборной Уругвая.

## Биография
Начал карьеру в «Дефенсоре Спортинг». В 1995—1998 гг. выступал за аргентинский «Индепендьенте», в составе которого стал победителем Суперкубка Либертадорес 1995 года.
Период с 1998 по 2000 год, когда Альвес выступал за «Насьональ (Монтевидео)», стал для игрока одним из самых удачных в карьере. Альвес дважды становился чемпионом Уругвая, а в 1999 году в составе сборной Уругвая дошёл до финала Кубка Америки. В том же году он стал лучшим бомбардиром чемпионата страны и по версии спортивной интернет-сети Уругвая был избран лучшим игроком Уругвая 1999 года.
С 2000 по 2002 год Альвес выступал за греческий «Олимпиакос» и дважды выигрывал первенство Греции. После краткосрочного и весьма успешного возвращения в 2003 году в «Насьональ», во второй половине того года Альвес стал чемпионом Апертуры Мексики в составе «Пачуки».
Впоследствии неоднократно менял команды, в 2008 году стал игроком «Сентраль Эспаньол», а затем перешёл в «Эль Танке Сислей». С марта 2012 года выступает за «Рампла Хуниорс».

## Титулы и достижения
- Чемпион Уругвая (3): 1998, 2000, 2005
- Чемпион Мексики: Апертура 2003
- Чемпион Греции (2): 2000/01, 2001/02
- Победитель Лигильи: 1999
- Победитель Суперкубка Либертадорес: 1995
- Победитель Рекопы: 1996
- Вице-чемпион Кубка Америки: 1999
- Лучший бомбардир чемпионата Уругвая: 1999